# Тунчуань (район)
Тунчуа́нь (кит. упр. 通川, пиньинь Tōngchuān) — район городского подчинения городского округа Дачжоу провинции Сычуань (КНР).

## История
При империи Восточная Хань из уезда Танцюй (宕渠县) был выделен уезд Сюаньхань (宣汉县). При империи Западная Вэй он был переименован в Шичэн (石城县), при империи Суй — в Тунчуань (通川县), при империи Мин земли уезда вошли в состав безуездного округа Дачжоу (达州). При империи Цин в 1802 году округ был поднят в статусе до управы и переименован в Суйдин (绥定府), а в его составе бы образован уезд Дасянь (达县).
В 1950 году в составе провинции Сычуань был образован Специальный район Дасянь (达县专区), которому был подчинён уезд. В 1970 году Специальный район Дасянь был переименован в Округ Дасянь (达县地区). В 1976 году из уезда Дасянь был выделен город Дасянь, перешедший в непосредственное подчинение округу. В 1993 году постановлением Госсовета КНР округ Дасянь был переименован в округ Дачуань (达川地区), а город Дасянь — в город Дачуань.
В 1999 году постановлением Госсовета КНР округ Дачуань был трансформирован в городской округ Дачжоу, а бывший город Дачуань стал районом Тунчуань в его составе.

## Административное деление
Район Тунчуань делится на 3 уличных комитета, 14 посёлков и 5 волостей.